# برونون هیوز
برونوِن هیوز (انگلیسی: Bronwen Hughes؛ زادهٔ ۱۷ اکتبر ۱۹۶۷) کارگردان تلویزیونی، کارگردان فیلم و فیلم‌نامه‌نویس اهل کانادا است.
از فیلم‌ها یا مجموعه‌های تلویزیونی که وی در آن‌ها نقش داشته‌است، می‌توان به نیروهای طبیعت و بریکینگ بد اشاره نمود.